# Simabarai felkelés
A simabarai felkelés (島原の乱; Simabara no ran; Hepburn: Shimabara no ran) felkelés volt az Edo-korabeli Délnyugat-Japánban 1637. december 17. és 1638. április 15. között. A felkelők legnagyobb része paraszt volt, akik közül sokan keresztények voltak.
A felkelés egyike volt azon kevés alkalmaknak, amikor komoly zavargás tört ki a viszonylag békés Tokugava uralom idején. Mivel a Macukura család új simabarai várát építette, így az adókat drasztikusan megemelték, ami a parasztok mellett a helyi róninok haragját is kiváltotta. Az elégedetlenséget súlyosbította a helyi keresztények üldözése, ami miatt 1637 végén nyílt felkelés tört ki. A felkelők a harai várba vették be magukat, aminek elfoglalására a kormányzat 125 000 katonát küldött, akik végül elfoglalták a várat.
A lázadók vezetőjét, Amakusza Sirót lefejezték, és a kereszténység betiltását keményen érvényre juttatták. A nemzeti elzárkózás politikáját megerősítették, és a kereszténység az 1850-es évekig hivatalosan üldözött maradt. A portugálokat kitiltották az országból, míg a hollandok, akik az ostrom során segítették a bakufu erőit, elnyerték a japánok bizalmát, és folytathatták velük a kereskedelmet.

## Előzmények
A Simabara-félsziget és a Amakusza-szigetek parasztjai elégedetlenek voltak a túladóztatás és az éhínség miatt, ezért fellázadtak az uraik ellen. Ez különösen két daimjó területén jelentkezett: a Macukura Kacuie által vezetett Simabara hanban és a Teraszava Katataka vezette Karacu hanban. Habár az eseményt több történész vallási felkelésnek tartja, ez figyelmen kívül hagyja az éhínség és az adók miatti elégedetlenséget. Ezek a halászokat, a kézműveseket és a kereskedőket is sújtották. Ahogy a felkelés növekedett, csatlakoztak hozzá róninok, uratlan szamurájok is, akik a területet korábban uraló családokat, például az Amakuszákat és a Sikiket szolgálták, valamint az Arima és a Konisi család volt csatlósai is. Így tehát a parasztfelkelés megnevezés sem teljesen helytálló.
Simabara korábban az Arima daimjócsalád birtoka volt, akik felvették a keresztény hitet, így sok helyi is követte a példájukat. 1614-ben az Arimákat megfosztották a birtokuktól és helyükre a Macukura család került. Az új uruk, Macukura Sigemisza azt remélte, hogy előrejuthat a sógunátusi hierarchiában, ezért számos építőmunkában vett részt, mint az edói vár építése és kibővítése, továbbá részt vett egy Luzon elleni invázió tervének kidolgozásában. Simabarában egy új várat építtetett. Ennek eredményeképp súlyos adókat vetett ki az új birtokára, valamint keményen üldözte a kereszténységet, tovább dühítve a lakosságot. A politikát utódja, Macukura Kacuie is folytatta.
Hasonló volt a helyzet az Amakusza-szigeteken is, ami korábban Konisi Jukinaga területe volt. Ott a Macukurákhoz hasonlóan kinevezett Teraszava család követett hasonló politikát.

## Események

### A felkelés kitörése

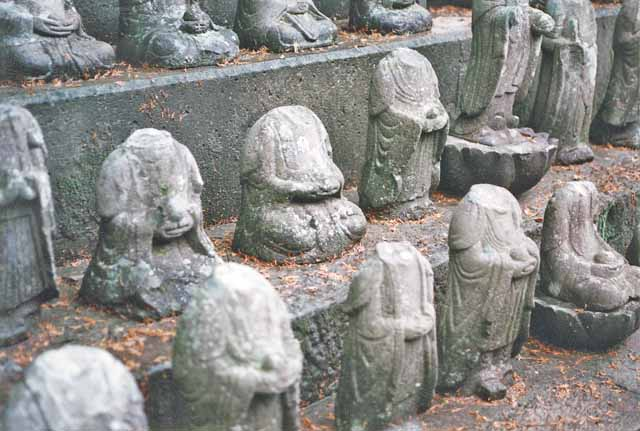
Dzsizó, a könyörületesség bodhiszattvájának szobrai, amiket a lázadók lefejeztek

A térség elégedetlen róninja és parasztjai titokban találkozókat szerveztek, és felkelést terveztek, ami 1637. december 17-én tört ki, amikor a helyi adószedőt (daikan), Hajasi Hjózaemont meggyilkolták. Ezzel egy időben felkelés tört ki az Amakusza-szigeteken is. Az első napokban a tartományi kormányzó mellett mintegy 30 előkelőt gyilkoltak meg. A felkelők létszáma gyorsan növekedett, mivel arra kényszerítettek mindenkit a területükön, hogy csatlakozzon hozzájuk. Egy karizmatikus 16 éves keresztény fiút, Amakusza Sirót választották meg vezetőjüknek.
Teraszava 3000 fős sereget küldött a felkelés leverésére, de december 27-én 200-ukat kivéve mind elestek csatában. A lázadók ostroma alá vették a Teraszavák hondói és tomiokai várát, de mielőtt elfoglalhatták volna őket, Kjúsú szomszédos vidékeiről hadseregek érkeztek, és visszavonulásra kényszerítették őket. Átkeltek az Ariake-tengeren és rövid időre ostrom alá vették Macukure simabarai várát, de itt is visszaverték őket. Ezután az Arimák korábbi várához, Harába mentek, amit Nobeokába történő költöztetésük után lebontottak. Az átkeléshez használt hajók deszkáiból sáncokat építettek, és a felkészülésben nagy segítségükre voltak azok a fegyverek, készletek és lőszerek, amiket a Macukurák raktáraiból zsákmányoltak.

### Hara ostroma

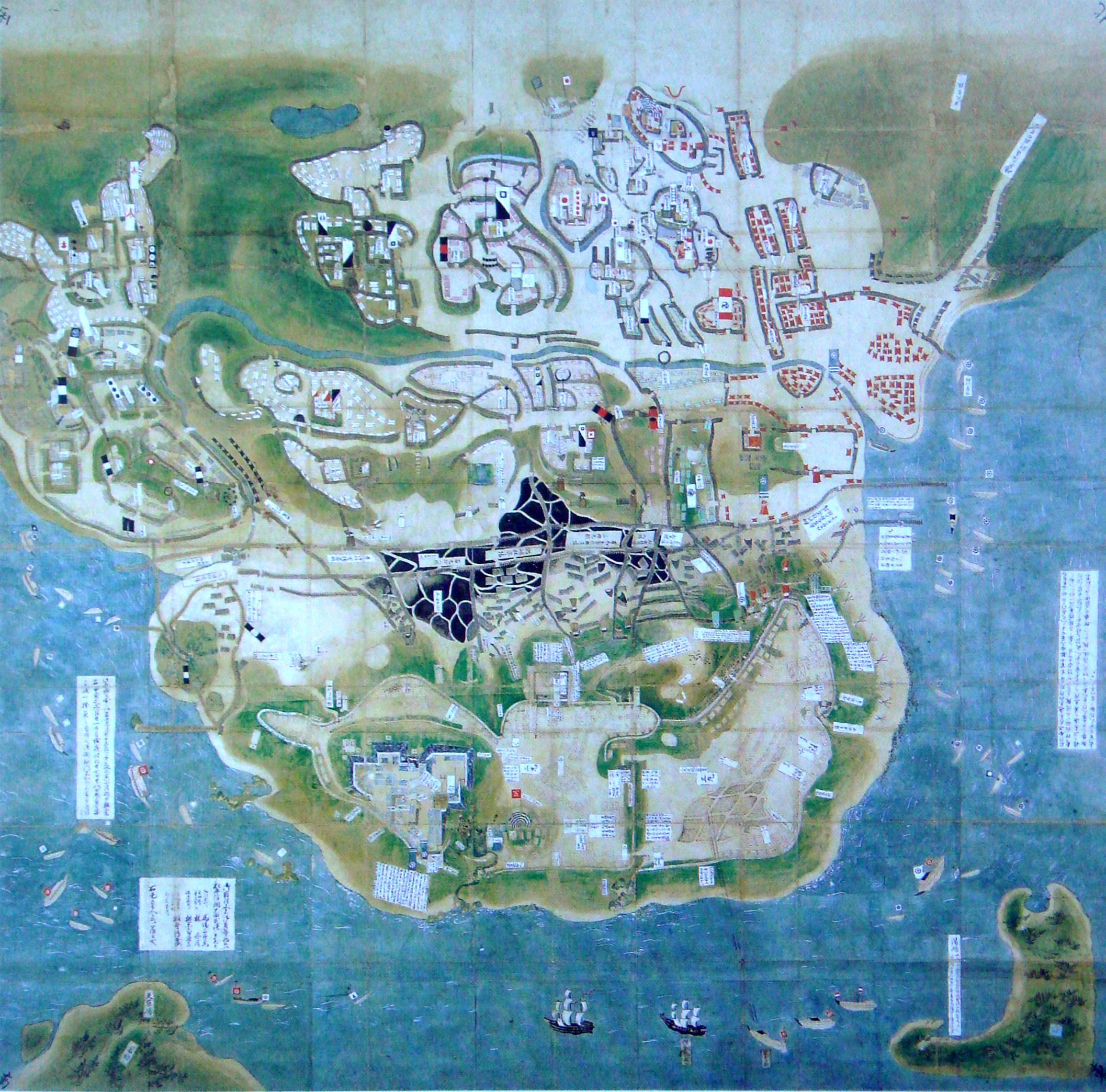
A harai vár ostroma

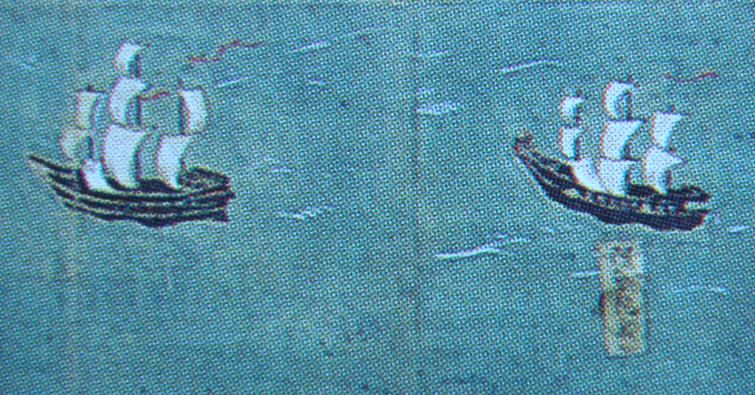
Holland hajók az ostrom során

A környező hanok csapatai, a sógunátus által kinevezett Itakura Sigemasza vezetése alatt 1638 januárjában ostrom alá vették a harai várat. Az ostromnál jelen volt Mijamoto Muszasi legendás kardforgató is, Hoszokava Tadatosi tanácsadójaként. Egy alkalommal egy lázadó által dobott kő kiütötte a lova nyergéből.
A sógunátusi erők segítséget kértek a hollandoktól, akik előbb puskaport, majd később ágyúkat adtak nekik. Nicolaes Couckebacker, a hiradói holland kereskedőtelep vezetője személyesen biztosította számukra ezeket, majd amikor egy hajó támogatását kérték az ostromhoz, szintén személyesen vezette oda a de Ryp-et. A korábban átadott ágyúkat a parton állították fel, és azokkal, valamint a de Ryp 20 ágyújával lőni kezdték a várat. Ezek összesen 426 lövést adtak le az erődre 15 nap alatt, komoly eredmény elérése nélkül, és két holland megfigyelőt lelőttek a lázadók. A hajót akkor vonták vissza a japánok kérésére, mikor az ostromlottak megvető, provokáló üzeneteket küldtek nekik a külföldiek bevonása miatt.

### A vár eleste

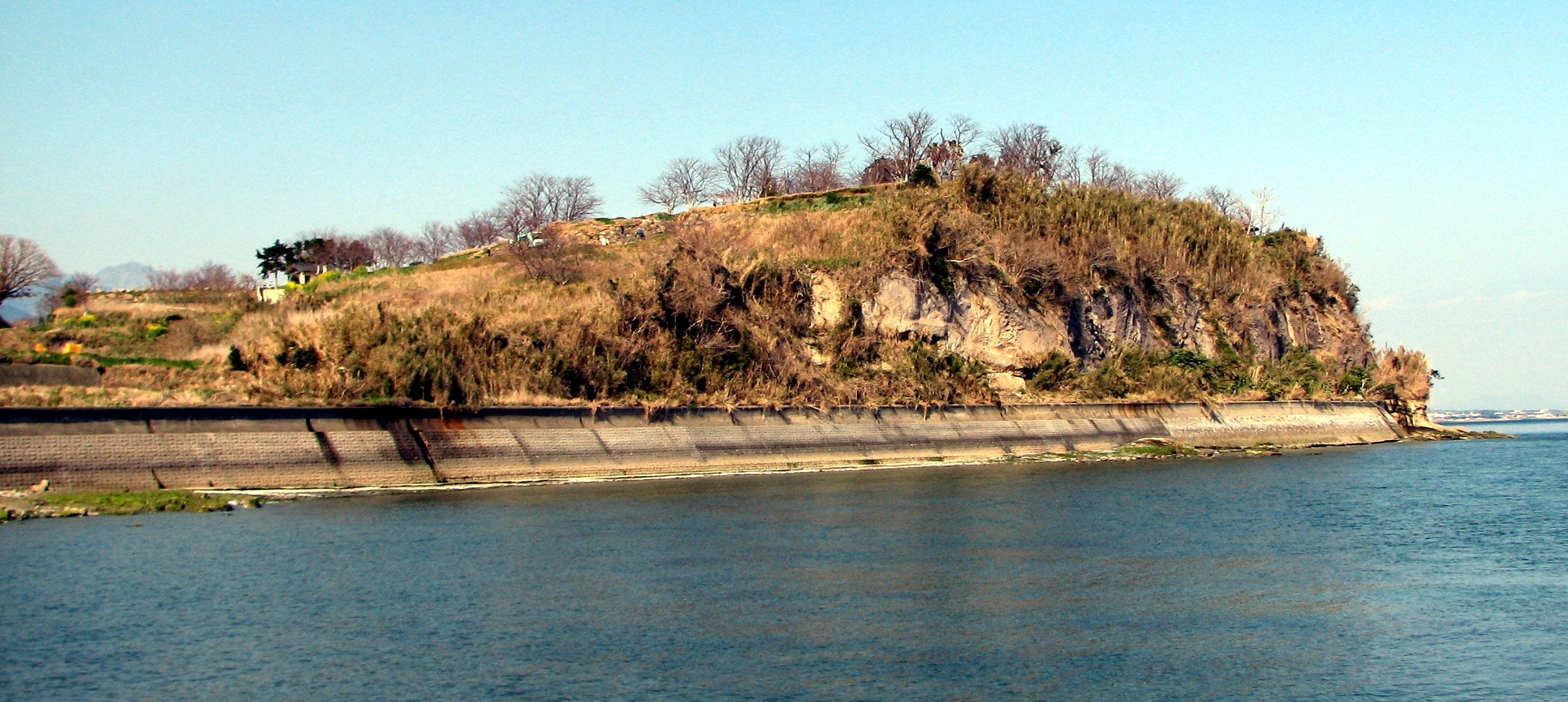
A harai vár romjai a tenger felől

Az erőd bevételére indított egyik kísérlet során meghalt a sereg fővezére, Itakura Sigemasza. Ezután hamarosan újabb sógunátusi katonák érkeztek az utódjául kinevezett Macudaira Nobucunával. Ennek ellenére a várban elsáncoltak még hónapokig ellenálltak, súlyos veszteségeket okozva. 1638. február 3-án a felkelők egy rajtaütés során 2000 hizeni ostromlót öltek meg. A kisebb győzelem ellenére hamarosan kezdtek kifogyni az élelemből, lőszerből és más készletekből. 1638 áprilisában 27 000 felkelő állt szemben 125 000 ostromlóval. A legeltökéltebbek április 4-én megpróbáltak kitörni a túlerőben lévő ellenségen keresztül, de hamarosan visszavonulásra kényszerültek. A sógunátus katonái a foglyoktól megtudták, hogy a védők már alig rendelkeznek élelemmel és lőszerrel. Április 12-én a hizeni Kuroda család katonái megrohanták és elfoglalták a külső védműveket. A lázadók április 15-ig folytatták az ellenállást, míg végül teljes vereséget szenvedtek.

## Következmények
A vár eleste után a sógunátusi erők 37 000 felkelőt fejeztek le, köztük a vezetőjüket, Amakusza Sirót is. Utóbbi levágott fejét Nagaszakiban tették közszemlére. A harai várkomplexumot felgyújtották, majd a romokat a halottak testeivel együtt temették be. Mivel európai katolikusok beavatkozását sejtették a lázadás mögött, így a portugál kereskedőket kitiltották az országból. A nemzeti elzárkózás politikája egyre szigorúbbá vált, 1639-ben érve el tetőpontját. A kereszténység ellen bevezetett korábbi tiltást ettől fogva szigorúan betartották, a maradék keresztények titokban gyakorolhatták csak a vallásukat (kakure kirisitan).
A sógunátus a felkelés leverésében részt vevő birtokoknak mentesülést adott az építési munkák alól, amit az edói kormányzat szokásosan megkövetelt a különböző birtokoktól. Macukura Kacuiet öngyilkosságra kötelezték, birtokát pedig egy másik úr, Kóriki Tadafusza kapta meg. A Terazava család megmenekült ugyan ettől, de 10 év múlva mégis kihalt, mivel Katatakának nem volt utódja.
A Simabara-félsziget településeinek lakossága súlyos veszteséget szenvedett el a felkelés miatt. Hogy legyen elég ember a termőföldeken, Japán más részeiből telepítettek át embereket a vidékre. Az összes lakost összeírták a buddhista templomokban, amik papjainak kezeskedniük kellett a vallásukat illetően. A felkelés után erősen terjeszteni kezdték a buddhizmust a térségben, néhány olyan szokást bevezetve, amik napjainkig is csak ebben a térségben találhatók meg.
Az időszakos, helyi parasztlázadásoktól eltekintve ez a felkelés volt az utolsó nagy katonai konfliktus Japánban az 1860-as években kitört Bosin-háborúig.

## Fordítás
- Ez a szócikk részben vagy egészben  a   Shimabara Rebellion című angol Wikipédia-szócikk ezen változatának fordításán alapul.  Az eredeti cikk szerkesztőit annak laptörténete sorolja fel. Ez a jelzés csupán a megfogalmazás eredetét és a szerzői jogokat jelzi, nem szolgál a cikkben szereplő információk forrásmegjelöléseként.